# Hieronymus Jordan
Hieronymus Jordan (* 1617 in Braunschweig; † 28. August 1657) war ein deutscher Arzt und Schriftsteller.

## Leben
Hieronymus Jordan wurde 1617 in Braunschweig als Sohn des Predigers an der dortigen Katharinenkirche Joachim Jordanus (1588–1639) geboren. Er studierte bereits ab 1629 Theologie und Medizin an der Universität Helmstedt, wo Hermann Conring zu seinen akademischen Lehrern zählte. Sein Studium schloss er 1638 ab und ging als Stadtphysicus nach Göttingen. Neben seiner Tätigkeit als Arzt verfasste Jordan Traktate und Gedichte, die in mehreren Anthologien publiziert wurden.
Jordan starb im August 1657 auf einer Reise nach Braunschweig an der Pest.

## Schriften (Auswahl)
- Hochzeit Lied und Wunsch Zu Ehren und Wollgefallen Dem Ehrbaren unnd Wolgeachteten Herrn Frantz Aveman Fürnehmen Bürger in Braunschweig/ als Bräutigam/ Unnd Der Ehr- und Tugends: Jungfrawen Margareten Deß Ehrnvesten Vorachtbahren und Wolweisen Herrn Hans Schmalians Bürgemeisters daselbst Ehleiblichen eltesten Tochter/ als Braut: Unter eine vier stimmige Harmoney gesetzet/ Unnd auff jhren/ den 30 Aprilis Anno 1633 zu Braunschweig gehaltenen Hochzeitlichen Ehren-Tag vbersandt. Verlag Jacob Rebenlein, Hamburg 1633.
- De eo quod divinum aut Supernaturale est in morbis humani corporis ejusque curatione liber. Frankfurt am Main 1651.

## Kuriosa
In seinem Werk De eo quod divinum... von 1651 beschreibt Jordan den aus dem Jahr 1546 überlieferten, vermeintlich medizinischen Fall eines Mädchens, das vorgab, an einer Krankheit des Unterleibs zu leiden. Durch Bauchreden konnte sie verschiedene Vogelstimmen erzeugen, was ihre Mutter aus pekuniären Gründen als „Wunder“ ausgab. 